# رابطة الحماية الأمريكية

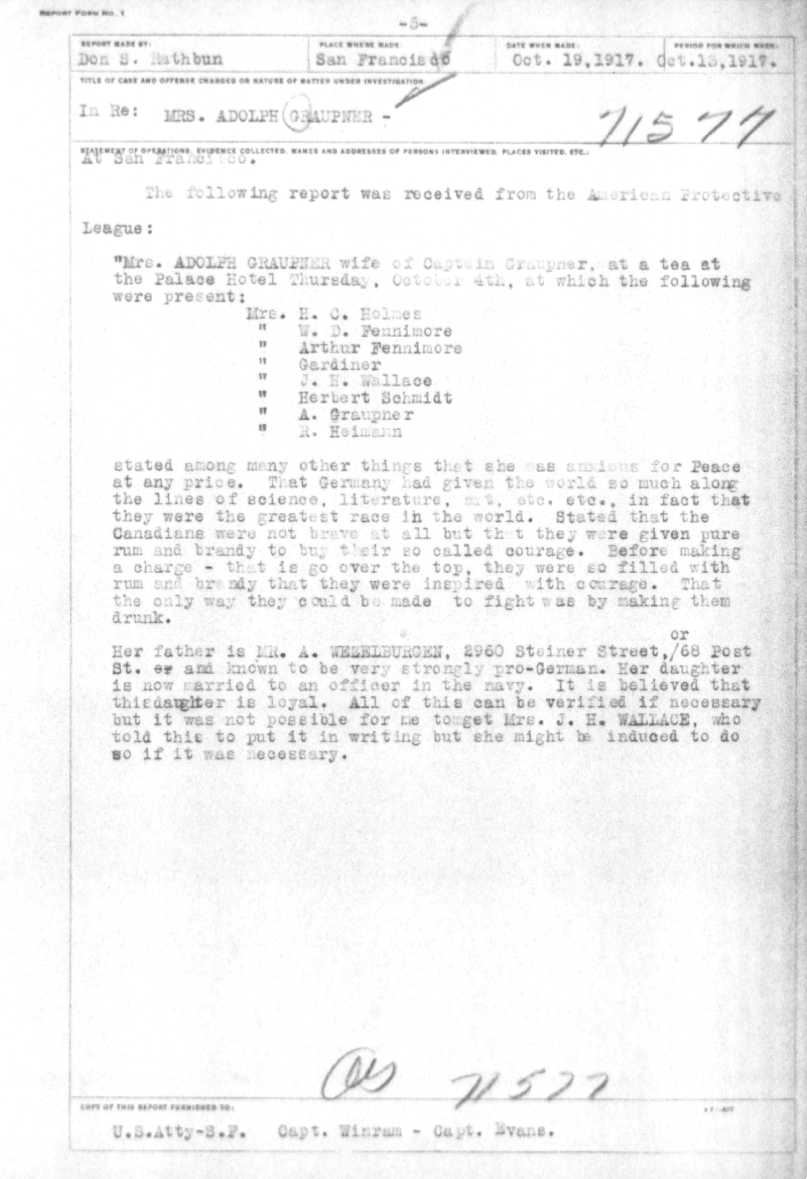

رابطة الحماية الأمريكية (1917- 1919) هي منظمة من المواطنين الأمريكيين الذين عملوا مع وكالات تطبيق القانون الفيدرالية خلال فترة الحرب العالمية الأولى لتحديد الأشخاص الذين يشتبه في تعاطفهم مع الألمان ولمواجهة أنشطة المتطرفين ومؤيدي اللا سلطوية والنشطاء المناهضين للحرب والعمال اليساريين والمنظمات السياسية. ضمت رابطة الحماية الأمريكية في ذروة عملها 250 ألف عضو في 600 مدينة.

## تاريخ المنظمة

### التأسيس
تشكلت رابطة الحماية الأمريكية في عام 1917 بواسطة بريجز وهو مدير تنفيذي ثري في شيكاغو. اعتقد بريجز أن وزارة العدل الأمريكية تعاني من ضعف شديد في مجال مكافحة التجسس في مناخ الحرب الجديدة، لذلك اقترح مساعدة تطوعية بحيث لا يتم الدفع للمشاركين أو الاستفادة من النفقات. مُنح بريجز موافقة المضي قدمًا في خطته من قِبل وزارة العدل في 22 مارس/ آذار عام 1917 وعندها تأسست رابطة الحماية الأمريكية (APL).
على الرغم من كونها منظمة خاصة إلا أنّ رابطة الحماية الأمريكية كانت هي المستفيدة من وضعها غير الرسمي بشكل كامل. تلقت المجموعة موافقة رسمية من المدعي العام توماس غريغوري الذي أعطى الإذن لرابطة الحماية الأمريكية أن تكتب عبارة «نظمت بموافقة وإشراف وزارة العدل في الولايات المتحدة الأمريكية مكتب التحقيقات الفيدرالي».
عملت رابطة الحماية الأمريكية بموجب هذه التوجيهات مع مكتب التحقيقات (BOI) (سمّي مكتب التحقيقات الفيدرالي FBI فيما بعد) الذي جمع معلومات لوكيل وزارة العدل الأمريكية. تم الترحيب بالمساعدة التي قدمتها رابطة الحماية الأمريكية من قبل مكتب التحقيقات الذي كان لديه في عام 1915 نحو 219 عنصرًا ميدانيًا فقط دون إذن قانوني مباشر لحمل الأسلحة أو القيام باعتقالات عامة.
وادعى كاتب مقالة في صحيفة نيويورك تايمز عضويته في رابطة الحماية الأمريكية ووصفها بأنها «مساعدة تطوعية غير مدفوعة الأجر لوزارة العدل» حيث كان هو وزملاؤه يتصرفون بناءً على التعليمات التي أصدرتها وزارة العدل والمخابرات العسكرية ووزارة الخارجية والخدمة المدنية والقائد العام.
يرتدي أعضاء رابطة الحماية الأمريكية أحيانًا شارات تشير إلى تنظيم شبه رسمي: «رابطة الحماية الأمريكية - الخدمة السرية». تباهى المدعي العام بالقوة والأعداد التي امتلكها: «لدي اليوم مئات الآلاف من الأعضاء، أساعد السلطات الفيدرالية المثقلة بالديون في مراقبة الأفراد غير الموالين وتقديم تقارير عن أخطائهم».
أخبرت وزارة العدل رابطة الحماية الأمريكية بريجز في رسالة أنه لم تكن الرابطة «ذات أهمية كبيرة فقط قبل دخولنا الحرب، بل أصبحت ذات أهمية أكبر بعد أن بدأت الحرب». كانت الحكومة تتلقى تقارير عن الخيانة وأنشطة العدو، وبينما كان مكتب التحقيقات يبذل قصارى جهده لاحتواء الموقف كانت رابطة الحماية بمثابة قوة مساعدة لوضع حد للخيانة داخل حدود الولايات المتحدة الأمريكية.

### العضوية والهيكلية

#### بطاقة عضوية رابطة الحماية الأمريكية
ضمت رابطة الحماية الأمريكية في ذروتها 250 ألف عضو يدفعون الرسوم في 600 مدينة. زُعم أن 52 مليون أمريكي (ما يقارب نصف سكان البلاد) كانوا يعيشون في مجتمعات تحت مراقبة رابطة الحماية الأمريكية.
كان المقر الرئيسي لرابطة الحماية الأمريكية في واشنطن العاصمة وشغل بريغس رئيس مجلس الإدارة الوطني لها. شغل تشارلز دانييل فراي من شيكاغو منصب المدير الوطني لرابطة الحماية الأمريكية.
حاولت رابطة الحماية الأمريكية تنظيم وحدات سرية داخل المصانع التي تنتج الملابس والعتاد الحربي بالإضافة إلى شبكتها القائمة على التوزيع الجغرافي المنتظم بهدف التعرف على أولئك الذين يشجعون «عدم الولاء» أو الانخراط في أنشطة مؤيدة لألمانيا. أُبلغ عن المشتبه بهم داخل تنظيم رابطة الحماية الأمريكية، حيث استفادت بعد ذلك من شبكتها الموسعة في المجتمع للتحقيق في أنشطة هؤلاء الأفراد بعد ساعات العمل إذا لزم الأمر.

### أنشطتها
أجرت فرق من أعضاء رابطة الحماية الأمريكية حملات مداهمة ومراقبة تستهدف الذين فشلوا في التسجيل في المشروع والمهاجرين الألمان الذين يشتبه في تعاطفهم مع ألمانيا. غالبًا ما فقد مقر رابطة الحماية الأمريكية ووزارة العدل في واشنطن السيطرة على الأوضاع الميدانية، لدرجة أن المحامي العام ووكلاء مكتب التحقيق تابعوا بمساعدة كوادر المتطوعين من رابطة الحماية الأمريكية وغيرهم من الأشخاص الوطنيين المتطوعين المشتبهَ بعدم ولائهم.
رصد أعضاء رابطة الحماية الأمريكية بطريقة خاصة «منتهكي قوانين تنظيم الغذاء والبنزين، وقاموا بجمع المتهربين في نيويورك، وأفسدوا اللقاءات الاشتراكية في كليفلاند وكسروا الإضرابات، هددوا رجال النقابات بضمهم بشكل فوري إلى الجيش». انضم الآلاف من أعضاء رابطة الحماية الأمريكية إلى السلطات في مدينة نيويورك لمدة ثلاثة أيام للتحقق في بطاقات التسجيل. وقد أدى ذلك إلى أكثر من 75000 عملية اعتقال على الرغم من أن أقل من 400 معتقل ثبت أنهم مذنبون. عمل عملاء رابطة الحماية الأمريكية (كان الكثير منهم من الإناث) بسرية في المصانع وحضروا اجتماعات نقابية على أمل الكشف عن المخربين وغيرهم من أعداء الحرب.
اتُهم أعضاء الرابطة بانتهاكهم الحريات المدنية للمواطنين الأمريكيين بما في ذلك ما سمي بـ «مداهمات مكافحة المتهربين» التي هدفت لجمع الرجال الذين لم يسجلوا في السجلات. تم اتهام رابطة الحماية الأمريكية أيضًا باحتجاز المواطنين المرتبطين بالحركات اللا سلطوية والعمالية والسلامية بشكل غير قانوني.
أظهر تقرير تحدث عن أعمال رابطة الحماية الأمريكية في الشمال الغربي لمدة خمسة أشهر في عام 1918 أنه كان أكبر نشاط لها (ما مثّل 10٪ من نشاطها) في تعطيل منظمة عمال الصناعة في العالم. شارك بعض أعضاء منظمة عمال الصناعة في العالم في خلق نزاعات عمالية عنيفة ومؤامرات لاغتيال رجال الأعمال والمسؤولين الحكوميين الأمريكيين. في المقابل اتهمت منظمة عمال الصناعة في العالم أعضاء رابطة الحماية الأمريكية بتخريبهم لمكاتب المنظمة ومضايقة أعضائها.

## انتقادات
انضمت مجموعة من المنظمات السرية لرابطة الحماية الأمريكية خلال الحرب العالمية الأولى لمكافحة التسلل والتخريب من قبل الأجانب. كانت رابطة مكافحة الكلاب الصفراء منظمة مماثلة مؤلفة من فتيان المدارس الذين تجاوزوا سن العاشرة، والذين بحثوا عن الأشخاص غير الموالين. تفرعت هذه المجموعات في جميع أنحاء البلاد.
علم الرئيس وودرو ويلسون بأنشطة رابطة الحماية الأمريكية وكان لديه مخاوف بشأن أساليبهم. وكتب إلى النائب العام غريغوري معربًا عن قلقه: «من الخطر أن تعمل مثل هذه المنظمة في الولايات المتحدة الأمريكية، وأتساءل عمّا إذا كان هناك أي طريقة يمكننا من خلالها إيقافها؟» لكنه أجّل محاكمة غريغوري ولم يتخذ أي إجراء لإيقاف رابطة الحماية الأمريكية.
عملت رابطة الحماية الأمريكية أيضًا مع شعبة الاستخبارات العسكرية التابعة للجيش (MID) وهي وكالة التحقيق الحكومية الرئيسية في تلك الفترة. عندما أصبحت العلاقة بين رابطة الحماية الأمريكية والاستخبارات العسكرية علنية في أوائل عام 1919 أحرج ذلك وزير الحرب نيوتن بيكر. حاول بيكر إنهاء استخدام وزارة الحرب للجواسيس المتطوعين.

## تفكيك الرابطة
بعد إنهاء هدنة الحرب مع ألمانيا قال المدعي العام غريغوري إن لرابطة الحماية الأمريكية الفضل في هزيمة الجواسيس ودحض الدعاية الألمانية. ادعى أن وزارته لا تزال بحاجة إلى خدمات رابطة الحماية الأمريكية حيث سعت دول معادية لإضعاف القوة الأمريكية خلال مفاوضات السلام، خاصة وأن ألمانيا الديمقراطية الجديدة سعت للتعامل معهم بلطف أكثر من الحكومة السابقة.